# Ilha do Campeche
Ilha do Campeche är en ö i Brasilien.   Den ligger i delstaten Santa Catarina, i den södra delen av landet, 1 300 km söder om huvudstaden Brasília. Arean är 0,62 kvadratkilometer.
Terrängen på Ilha do Campeche är platt. Öns högsta punkt är 74 meter över havet. Den sträcker sig 1,6 kilometer i nord-sydlig riktning, och 0,8 kilometer i öst-västlig riktning.